# Stéphane Richard
Stéphane Richard (Bordeaux, 24 agosto 1961) è un imprenditore francese.
È un uomo d'affari francese che dal 2011 ricopre la carica di amministratore delegato e presidente della rete mondiale di telefonia mobile Orange. Nel dicembre 2021 ha rassegnato le dimissioni sia dalla carica di presidente che di amministratore delegato del gruppo e sarà sostituito entro il 31 gennaio 2022.

## Carriera
Figlio di un ingegnere minerario e nipote di un pastore, Richard è nato a Caudéran nel dipartimento della Gironda in Aquitania (sud-ovest della Francia), il 24 agosto 1961. Ha studiato all'HEC Paris e all'École nationale d'administration di Strasburgo.
Richard ha fatto fortuna grazie al coinvolgimento nell'acquisizione con leva finanziaria di Nexity, una filiale di sviluppo immobiliare della Compagnie Générale des Eaux, il gruppo a cui è entrato nel 1992.
Dal 2007 al 2009 Richard è stato capo dello staff di Christine Lagarde, allora ministro francese dell'Economia, dell'Industria e dell'Occupazione.
Richard è entrato in Orange nel settembre 2009, diventando vice amministratore delegato. È stato nominato amministratore delegato di Orange S.A. il 1º marzo 2011. Nel 2019 Orange ha votato per rinnovare il suo mandato. Un popolare amministratore delegato, Richard è accreditato di aver migliorato i ricavi e la quota di mercato nel competitivo mercato francese delle telecomunicazioni e di aver ripristinato i rapporti con i sindacati dopo che un'ondata di suicidi ha scosso l'azienda.
Alla fine del 2021, Richard ha annunciato la sua intenzione di rimanere nella sua posizione per un quarto mandato dopo la scadenza del suo mandato nel maggio 2022. Quando gli è stata comminata una pena detentiva a un anno con sospensione della pena in un caso di frode in Francia non collegato alla società, ha consegnato le sue dimissioni nel novembre 2021.
Nel novembre 2021 è stato condannato per complicità in frode e abuso di fondi pubblici nel caso arbitrale Crédit Lyonnais e ha annunciato che si dimetterà dalla carica di amministratore delegato di Orange S.A.

## Riconoscimento
Richard è stato insignito della Legion d'Onore nel 2006.